# Сильваплана
Сильваплана (нем. Silvaplana) — коммуна в Швейцарии, в кантоне Граубюнден, расположена на берегу одноимённого озера. 

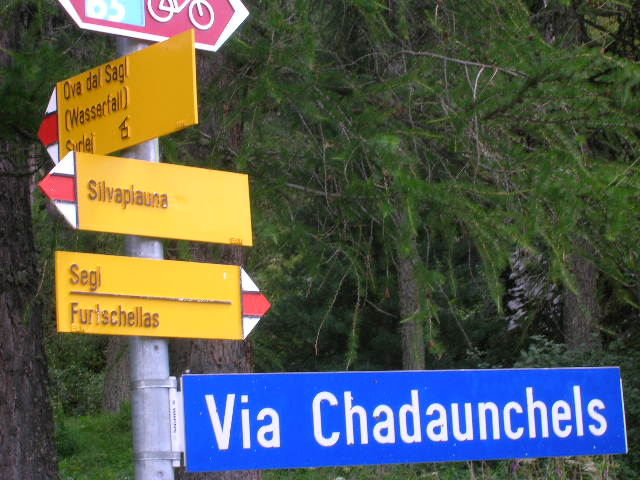
Сильваплана

Входит в состав округа Малоя. Население составляет 967 человек (на 31 декабря 2006 года). Официальный код  —  3790.
Сильваплана расположена на перекрёстке дорог, соединяющих Верхний Энгадин с долиной Брегалья через перевал Малоя (нем. Malojapass) и с долиной Оберхальбштайн (нем. Oberhalbstein) через Юлийский перевал.